# 그림젤 고개
그림젤 고개 (Grimsel Pass;독일어: Grimselpass)는 스위스 베른 알프스에 위치한 산등성이 고개이다. 해발 2,164m의 베른 알프스를 가로지르고 있다. 이 고개는 아레강의 상류 계곡인 하슬리탈(Haslital)과 론강의 상류 계곡을 연결한다. 아레강은 라인강의 지류이기 때문에, 고개는 북해와 지중해를 가로지른다.
글레취에서 마이링엔까지 38km를 달리는 포장도로가 이 고개를 따라 나 있다. 이 도로는 10월에서 5월 사이에 고갯길에 눈이 많이 와서 보통 폐쇄된다. 베른주와 발레주 사이의 베른 알프스를 가로지르는 유일한 직통 도로통행로인 만큼, 제설기로 가능한 한 길게 도로를 개방하려는 시도가 이루어진다. 포스트버스 스위스 서비스는 마이링엔과 오버발트를 연결하기 위해 고개를 하루에도 여러 번 넘는다.
그림젤 고개 도로는 스위스의 8번 국도인 아레 루트의 일부이다. 이 도로는 투르 드 스위스(Tour de Suisse)로 여러 번 사용되어 왔다.

## 역사
그림젤 고개를 사용한 최초의 기록은 14세기로 거슬러 올라가지만, 이 고개는 로마 시대와 1211년 체링겐 공작 베르톨트 5세의 군대에 의해 사용되었다는 설이 있다. 1397년 포마트, 곰스, 하슬리의 란드샤프텐과 인터라켄, 툰, 베른의 도시들은 그림젤 노선 상의 노새 선로에 의해 자유롭고 안전한 무역을 제공하기로 합의하는 협정을 맺었다.
그림젤 고개는 누페넨 고개, 그리스 고개와 함께 하슬리탈과 도모도솔라, 롬바르디아 평원 사이의 지역 무역로이다. 치즈와 소는 남쪽으로 보내졌고 포도주, 쌀, 옥수수, 올리브유는 북쪽으로 보내졌다. 이 무역은 1882년 고트하르트 철도가 개통될 때까지 계속되었다.
이 고갯길 위로 난 길은 1894년까지 포장도로로 업그레이드되지 않았다. 1920년대와 1950년대 사이에 오버하슬리 발전소(이하 KWO)(에 의해 고개 주변에 수력발전소가 건설되었고, 이로 인해 고갯길의 확장과 전환이 이루어졌다. KWO는 현재 그림젤벨트 관광 브랜드의 일환으로 이 고개와 주변 지역을 관광 명소로 홍보하고 있다.

## 지리

그림젤 호수, 그림젤 호스피스, 래터리히스보덴 호수 북쪽을 바라보는 고개 정상에서 바라본 풍경

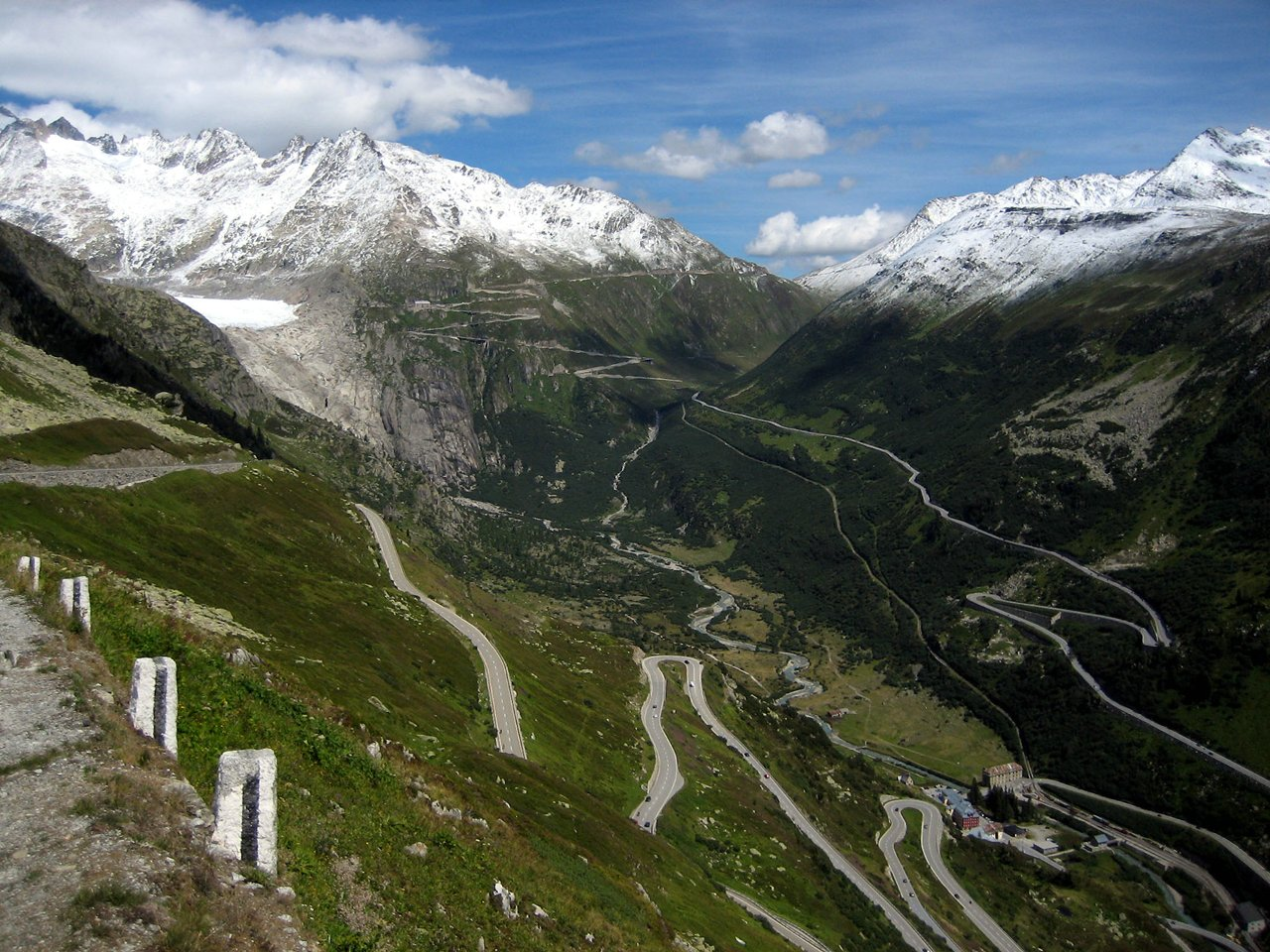
고개 정상에서 동쪽을 바라보는 글레취와 맞은편 계곡을 오르는 푸르카 고개가 보인다.

그림젤 고개는 북쪽의 베른주와 남쪽의 발레주를 연결하며, 고개의 정상은 주 경계에 놓여 있다. 고개의 북쪽 비탈은 베른의 구탄넨에 있고, 남쪽 비탈은 발레의 오버곰스에 있다.
그림젤 고개는 595m의 작은 도시 마이링엔에서 시작되며, 여기서부터 아레 계곡을 따라 인터라켄과 베른으로, 브뤼닉 고개를 지나 옵발덴과 루체른으로 갈 수 있다. 이 길은 수스텐 고개로 가는 길이 갈라지는 인너트키르헨(625m)을 지나 아레강에서 구탄넨까지 이어진다.
구탄넨을 넘어 여전히 강을 따라가는 이 도로는 한데그(1,378m)까지 한 쌍의 짧은 터널을 지나는데, 이 터널은 스위스에서 가장 가파른 겔메르 철도 케이블카 노선의 하부역이 위치해 있다. 한데그(Handegg) 이후로는 여러 개의 급커브와 850m의 터널을 지나 레터리히슈보덴 호수의 저수지로 이어진다. 더 올라가면 그림젤 호수 저수지와 그림젤 호스피스(1,980m)로 이어진다. 여기서 정상으로 가는 마지막 등반이 시작되고, 급커브가 몇 번 더 휘어진다.
토테 호수에서 고갯길은 론강의 가장 높은 계곡인 오버곰스에 있는 글레치(1,759m)로 가파르게 내려간다. 여기서 우리주와 연결되는 푸르카 고개와 론 계곡을 따라 곰스를 통해 브리크로 가는 저층 도로가 연결된다. 곰스를 따라 조금만 내려가면 오버발트(1377m)와 울리헨(1346m)이 있다. 후자의 경우, 누페넨 고개와 교차하여 티치노주, 그리스를 거쳐 이탈리아 도모도솔라로 연결된다.

## 기후
고개의 높은 고도와 대륙적인 위치 때문에 일년 내내 서늘하거나 춥고 연중 상당한 양의 강수량을 받는다. 눈은 보통 9월 말부터 6월 말까지 내리지만, 서늘한 시기에는 한여름에 눈이 내릴 수 있다. 기온이 15 °C 이상으로 오르는 경우는 드물기 때문에, 대부분의 경우 영구적인 눈밭이 고개에 남아 있다. 이 지역은 겨울이 길고 강수량이 적고 습도가 낮다. 쾨펜의 기후 구분은 이곳의 기후를 아극 기후로 분류하고 Dfc로 줄여쓴다.
| 그림젤 호즈피츠 (1981-2010)의 기후 | 그림젤 호즈피츠 (1981-2010)의 기후 | 그림젤 호즈피츠 (1981-2010)의 기후 | 그림젤 호즈피츠 (1981-2010)의 기후 | 그림젤 호즈피츠 (1981-2010)의 기후 | 그림젤 호즈피츠 (1981-2010)의 기후 | 그림젤 호즈피츠 (1981-2010)의 기후 | 그림젤 호즈피츠 (1981-2010)의 기후 | 그림젤 호즈피츠 (1981-2010)의 기후 | 그림젤 호즈피츠 (1981-2010)의 기후 | 그림젤 호즈피츠 (1981-2010)의 기후 | 그림젤 호즈피츠 (1981-2010)의 기후 | 그림젤 호즈피츠 (1981-2010)의 기후 | 그림젤 호즈피츠 (1981-2010)의 기후 |
| 월                                 | 1월                                | 2월                                | 3월                                | 4월                                | 5월                                | 6월                                | 7월                                | 8월                                | 9월                                | 10월                               | 11월                               | 12월                               | 연간                               |
| ---------------------------------- | ---------------------------------- | ---------------------------------- | ---------------------------------- | ---------------------------------- | ---------------------------------- | ---------------------------------- | ---------------------------------- | ---------------------------------- | ---------------------------------- | ---------------------------------- | ---------------------------------- | ---------------------------------- | ---------------------------------- |
| 일평균 최고 기온 °C (°F)           | −2.1 (28.2)                        | −2.2 (28.0)                        | −0.2 (31.6)                        | 2.5 (36.5)                         | 7.6 (45.7)                         | 11.4 (52.5)                        | 14.0 (57.2)                        | 13.7 (56.7)                        | 10.4 (50.7)                        | 7.5 (45.5)                         | 1.6 (34.9)                         | −1.1 (30.0)                        | 5.3 (41.5)                         |
| 일일 평균 기온 °C (°F)             | −5.0 (23.0)                        | −5.4 (22.3)                        | −3.3 (26.1)                        | −0.6 (30.9)                        | 4.0 (39.2)                         | 7.5 (45.5)                         | 10.0 (50.0)                        | 9.9 (49.8)                         | 6.9 (44.4)                         | 4.0 (39.2)                         | −1.2 (29.8)                        | −4.0 (24.8)                        | 1.9 (35.4)                         |
| 일평균 최저 기온 °C (°F)           | −8.0 (17.6)                        | −8.4 (16.9)                        | −6.4 (20.5)                        | −3.4 (25.9)                        | 1.1 (34.0)                         | 4.2 (39.6)                         | 6.6 (43.9)                         | 6.7 (44.1)                         | 4.1 (39.4)                         | 1.4 (34.5)                         | −3.6 (25.5)                        | −6.8 (19.8)                        | −1.0 (30.2)                        |
| 평균 강수량 mm (인치)              | 199 (7.8)                          | 171 (6.7)                          | 184 (7.2)                          | 150 (5.9)                          | 154 (6.1)                          | 133 (5.2)                          | 130 (5.1)                          | 135 (5.3)                          | 128 (5.0)                          | 120 (4.7)                          | 174 (6.9)                          | 181 (7.1)                          | 1,856 (73.1)                       |
| 평균 강설량 cm (인치)              | 203.9 (80.3)                       | 192.7 (75.9)                       | 202.3 (79.6)                       | 151.4 (59.6)                       | 74.9 (29.5)                        | 21.7 (8.5)                         | 3.3 (1.3)                          | 5.2 (2.0)                          | 21.3 (8.4)                         | 53.8 (21.2)                        | 149.5 (58.9)                       | 179.6 (70.7)                       | 1,259.6 (495.9)                    |
| 평균 강수일수 (≥ 1.0 mm)           | 12.1                               | 11.6                               | 14.9                               | 13.3                               | 14.5                               | 14.4                               | 13.6                               | 13.7                               | 11.3                               | 10.8                               | 11.9                               | 12.8                               | 154.9                              |
| 평균 강설일수 (≥ 1.0 cm)           | 13.7                               | 13.1                               | 15.5                               | 13.8                               | 6.6                                | 2.7                                | 0.5                                | 0.6                                | 2.5                                | 5.8                                | 11.7                               | 14.3                               | 100.8                              |
| 평균 상대 습도 (%)                 | 66                                 | 68                                 | 73                                 | 76                                 | 75                                 | 76                                 | 75                                 | 76                                 | 76                                 | 70                                 | 71                                 | 67                                 | 72                                 |
| 평균 월간 일조시간                 | 71                                 | 93                                 | 117                                | 105                                | 128                                | 151                                | 173                                | 163                                | 134                                | 114                                | 63                                 | 58                                 | 1,371                              |
| 출처: MeteoSwiss                   |                                    |                                    |                                    |                                    |                                    |                                    |                                    |                                    |                                    |                                    |                                    |                                    |                                    |

## 같이 보기
- 그림젤 호수